# Gu Chaohao
Gu Chaohao (Wenzhou, 15 de maio de 1926 — Xangai, 24 de junho de 2012) foi um matemático chinês.
Formou-se no Departamento de Matemática da Universidade de Zhejiang em 1948 e ingressou no Partido Comunista da China no mesmo ano. Atuou como professor associado na Universidade Fudan de Xangai na década de 1950 e obteve seu doutorado em física e matemática pela Universidade Estatal de Moscou em 1959. Em 1957, ele se casou com a também matemática Hu Hesheng, que conhecera na Universidade de Zhejiang e sua colega na Universidade Fudan.
Ele ocupou diversos cargos acadêmicos em universidades chinesas. Foi reitor e, posteriormente, diretor do Departamento de Matemática da Universidade Fudan. Também foi membro do Grupo Disciplinar de Matemática da Comissão Estatal de Ciência e Tecnologia, além de presidente da Universidade de Ciência e Tecnologia da China. Em 1981, foi eleito acadêmico da Divisão de Matemática e Física da Academia Chinesa de Ciências. Hu Hesheng se tornou membro da Academia Chinesa de Ciências em 1992, tornando-se a única acadêmica de matemática na época.
Em 1979, o Professor Gu foi trabalhar com o Professor C. N. Yang na Universidade Estadual de Nova York, em Stony Brook, e durante várias semanas ele visitou o Instituto Courant de Ciências Matemáticas da Universidade de Nova Iorque. Ele realizava ativamente intercâmbios acadêmicos com colegas e também buscava construir plataformas para futuros programas de intercâmbio de jovens acadêmicos chineses.
A formação acadêmica de Gu inclui especialização em geometria diferencial, equações diferenciais parciais e física matemática. Sua pesquisa sobre sistemas hiperbólicos não lineares e equações diferenciais parciais multivariadas de tipo misto conquistou o Prêmio Nacional de Ciências Naturais de 2ª Classe em 1982. Ele também recebeu o Prêmio de 1ª Classe da Comissão Estadual de Educação em 1985 e 1986. Em 1995, ganhou o Prêmio Hua Luogeng de Matemática. No mesmo ano, a Fundação Ho Leung Lee lhe concedeu o Prêmio de Avanço em Ciência e Tecnologia.
De 1998 a 2003, foi membro do Comitê Permanente do 9.º Comitê Nacional da Conferência Consultiva Política do Povo Chinês.
Gu ganhou o Prêmio Supremo Nacional de Ciência e Tecnologia em 2009 por sua contribuição ao desenvolvimento espacial do país. Ele foi homenageado por suas "importantes contribuições" à geometria diferencial, equações diferenciais parciais e física matemática, três subdisciplinas da matemática moderna. Em fevereiro de 2010, ele escreveu ao Secretário-Geral Hu Jintao propondo a criação do Centro de Matemática de Xangai para promover o desenvolvimento da matemática em todo o país. Hu Jintao atribuiu grande importância a isso e emitiu instruções importantes. Em maio de 2012, o Centro de Matemática de Xangai foi oficialmente inaugurado e a pedra fundamental foi lançada no Campus Jiangwan da Universidade Fudan.

Em reconhecimento às contribuições ao longo da vida de Gu Chaohao para a matemática e ao cultivo de talentos matemáticos, em 6 de agosto de 2009, com a aprovação do Minor Planet Center e do Comitê de Nomenclatura Astronômica Menor da União Astronômica Internacional, o asteroide 171448, descoberto em 2007, foi denominado “Gu Chaohao”.